# Roger Greenaway
Roger John Reginald Greenaway (Bristol, 23 augustus 1938) is een Engels zanger, songwriter en muziekproducent. Hij werd vooral bekend door zijn samenwerking met Roger Cook.

## Biografie
In 1955 richtte Greenaway samen met zijn schoolvrienden Tony Burrows en Roger Maggs het vocal harmony-trio The Kestrels op, met rock-'n-roll en skifflemuziek. Hier sloot zich vervolgens ook Geoff Williams bij aan. Ze traden op in het hele land en verzorgden verder de achtergrondzang voor Benny Hill, Eden Kane, Joe Brown en Billy Fury. Tussen 1958 en 1964 kwamen ze tientallen malen op televisie. Toen de populariteit in 1964 op zijn retour was, verliet Pete Gullane de muziekgroep en sloot Roger Cook zich bij hen aan. Een jaar later besloten The Kestrels ermee te stoppen.

### Schrijversduo
Greenaway en Cook gingen tot 1968 verder als het duo David and Jonathan en besloten uiteindelijk alleen nog maar verder te gaan als een schrijversduo. Dit bleek een succesvolle keuze te worden. Ze behaalden hun eerste succes met het lied You've got your troubles dat werd uitgevoerd door de Britse popgroep The Fortunes die er een van hun grootste hits mee behaalde. Ook leverden ze de volgende hit van The Fortunes, This golden ring. Nadat ook Gary Lewis & the Playboys een hit behaalde met een nummer van hun hand, Green grass, hadden Greenaway en Cook zich definitief gevestigd als schrijversduo. Vele hits volgden en ook schreven ze ander werk, zoals een bekende reclamejingle voor Coca-Cola.
Dankbare afnemer van de muziek van Greenaway en Cook was de Nederlandse band The Cats aan het eind van de jaren zestig toen die nog vrijwel geen zelfgeschreven werk voortbracht. Nummers die ook op single verschenen, zijn What a crazy life (1966), What's the world coming to (1967), Sure he's a cat (1967) en Turn around and start again (1968). The Cats waren geen uitzondering, maar slechts één band van de velen die werk van het duo uitbracht of coverde.
Ook is er werk verschenen dat Greenaway zonder Cook schreef. Een bekend voorbeeld hiervan is het nummer Say you'll stay until tomorrow dat door Tom Jones werd uitgebracht in 1977. Ook schreef hij nummers met anderen. Een bekende evergreen die hij samen met Geoff Stephens schreef, is bijvoorbeeld het nummer It's gonna be a cold cold christmas dat voor het eerst werd gezongen door Dana in 1975. Aan het eind 1975 ging het schrijversduo op vriendschappelijke wijze uit elkaar en vertrok Cook naar de Verenigde Staten.
In de oorspronkelijke setting (zonder Cook) namen The Kestrels in 2009 een nieuwe cd op, Still flying after 50 years die door Greenaway werd geproduceerd.

## Persoonlijk
Greenaway is vader van dirigent Gavin Greenaway.